# André Lavagne
Pour les articles homonymes, voir Lavagne.
André Lavagne, né le 12 juillet 1913 à Paris et mort le 21 mars 2014 à Paris, est un compositeur français.

## Biographie
André Lavagne reçoit ses premières leçons de son père, le compositeur Edmond Lavagne (auteur de la musique du film muet La Femme et le Pantin de Jacques de Baroncelli, 1929, d'après le roman de Pierre Louÿs). Sa mère, Renée Gavioli, est violoniste et organise des concerts de musique de chambre avec, notamment à l'alto, le futur chef d'orchestre Eugène Bigot. Après des études générales au Lycée Charlemagne (latin, grec), il entre au Conservatoire de Paris. Il y étudie le piano avec Isidor Philipp (élève de Camille Saint-Saëns), l'harmonie avec Marcel Samuel-Rousseau, le contrepoint et la fugue avec Noël Gallon puis la composition avec Jean Roger-Ducasse, lui-même élève et disciple de Gabriel Fauré. Il reçoit un premier prix dans chacune des disciplines (dont un premier prix de piano en 1933, juste avant le départ à la retraite de Isidor Philipp). Il remporte enfin le premier Second Grand Prix de Rome en 1938 avec la cantate Les Amours du Roi Salomon et de la Reine de Saba d'après un texte d'Élise Vollène.
Son opéra Comme ils s'aiment, dont le rôle principal est écrit pour la soprano colorature Janine Micheau, est reçu à l'unanimité à l'Opéra-Comique en 1937. Le comité de lecture, présidé par l'administrateur des théâtres lyriques Jacques Rouché, comporte une quarantaine de membres dont Gustave Charpentier, Darius Milhaud, Albert Roussel, Florent Schmitt, Arthur Honegger, Max d'Ollone. Lors de la première, Jacques Rouché a l'idée de réunir trois compositeurs joués pour la première fois à l'Opéra-Comique : Claude Delvincourt avec Le Bal Vénitien, Paul Pierné avec un ballet, et André Lavagne. Son concerto pour piano et orchestre Concert dans un Parc, qui lui valut un premier prix au Conservatoire de Paris, est inspiré par quelques tableaux de Watteau et par les personnages de la comédie italienne. Il a eu pour interprètes successivement : Nikita Magaloff, Madeleine Pelletier, Reine Gianoli, Jean Hubeau, Lucette Descaves, et Aline van Barentzen.
Il devient professeur au Conservatoire de Paris en 1935, puis inspecteur musical des écoles de la ville de Paris et secrétaire général de la SACEM (Société des auteurs, compositeurs et éditeurs de musique) de 1942 à 1946. En tant que Directeur Général de la Musique auprès des Maisons d’éducation de la Légion d'honneur, il organise à partir de 1964 de grands concerts auxquels assiste tous les ans le président de la République française, dont François Mitterrand qui assistera à 14 concerts en deux septennats. Par ailleurs, André Lavagne tient pendant dix-huit ans une colonne de critique musicale pour Le Figaro et le journal Rhône-Alpes. Un florilège de ces articles a été publié aux éditions La Palatine sous le titre de La Semaine du mélomane.
André Lavagne a composé des opéras, des ballets, des pièces pour orchestre, de la musique pour piano, des œuvres chorales, des mélodies, ainsi que nombreuses musiques de film. Ses œuvres ont été publiées aux éditions Salabert, aux éditions Heugel, ainsi qu'aux éditions P. Noël. Il a écrit une biographie d'Emmanuel Chabrier ainsi qu'un ouvrage sur Frédéric Chopin, comportant des analyses d’œuvres. Il est commandeur de la Légion d'Honneur.
Il meurt en mars 2014 à 100 ans dans l'appartement qu'il occupait Square de La Tour-Maubourg dans le 7e arrondissement de Paris.

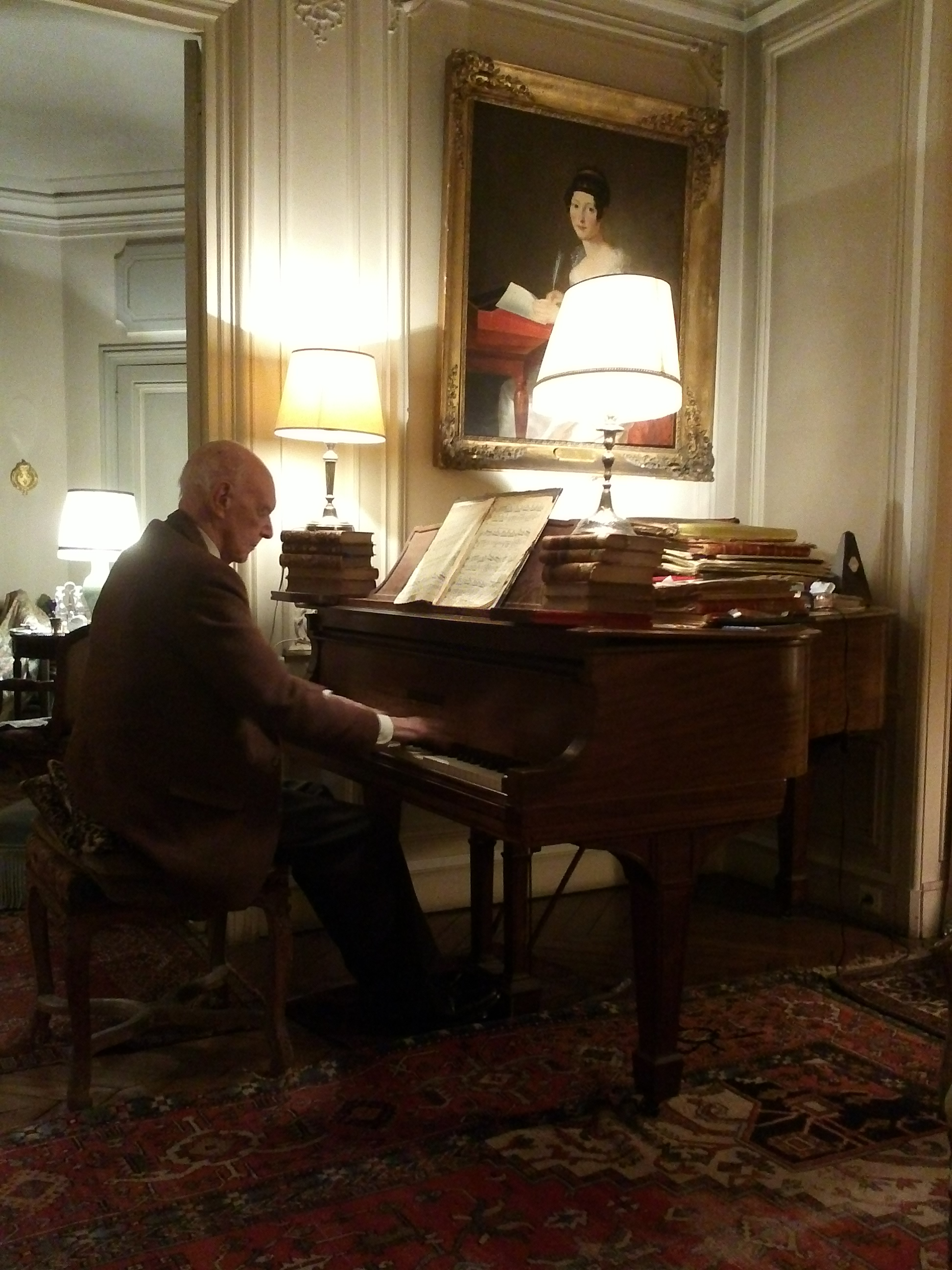
André Lavagne jouant sur son piano Erard, square de Latour Maubourg

## Œuvres
- Sa première affaire, livret de Jacques Isorni, dialogues de Louis Gabriel-Robinet, 1931
- [avec son frère Edmond Lavagne] Une heure autour du monde, suite de chants mimés et dansés, paroles de Marcel Camin, mise en scène et ballet réglés par Madame de Teneuille, professeur d'Education physique de la Ville de Paris ; Paris, Heugel, 1935.
- Comme ils s’aiment (Éditions Heugel 1939), Opéra comique en 2 actes, livret de Marcel Belvianes d'après le roman Petites Misères de la vie conjugale d'Honoré de Balzac, création au Théâtre national de l'Opéra-Comique avec Janine Micheau dans le rôle-titre sous la direction d'Eugène Bigot, 1937
- Les Amours du Roi Salomon et de la Reine de Saba, 1938
- Concert dans un parc d'après le tableau de Watteau, concerto pour piano et orchestre créé par Nikita Magaloff, interprété ultérieurement par Reine Gianoli puis Jean Hubeau, Lucette Descaves et Aline van Barentzen, (Éditions Pierre Noël/Billaudot 1938)
- Nox (Éditions Pierre Noël 1941) poème symphonique pour voix et orchestre d'après une poésie de Charles Leconte de Lisle, créé à Paris Salle Gaveau avec Ariane Herbin et l'Orchestre des Concerts Lamoureux placé sous la direction d'Eugène Bigot, le 5 mars 1938. Enregistrement avec Janine Micheau.
- Le Pauvre Jongleur, ballet, création à Paris en 1940
- Concerto romantique (Editions Gérard Billaudot - Référence : PN5564), pour violoncelle et orchestre, création par Paul Tortelier et l'Orchestre des Concerts Lamoureux sous la direction d'Eugène Bigot, 1942
- Kermesse (Éditions Pierre Noël - P.4525.N), Ballet[8]. Livret de Constantin Tcherkas. Création au Théâtre national de l'Opéra-Comique le 13 février 1943 sous la direction  d'Eugène Bigot, 1943
- Ecoutez, ce soir on danse… Suite symphonique en 3 parties : a) En l'Hôtel de Lauzun, chez le Duc de Lauzun b) En l'Hôtel de Sagonne, chez Ninon de Lenclos c) En l'Hôtel des Ambassadeurs de Hollande, chez Monsieur de Beaumarchais
- Musique du film Au pays où fleurit l'oranger de Jean Mineur, 1943
- Musique du film Féeries nocturnes de Paul de Roubaix, 1943
- Musique du film Les tout-petits de la ferme de Marco de Gastyne, 1947
- Valse Caprice (Éditions Pierre Noël) pour piano, commande de Jeanne-Marie Darré, 1947
- Boîte de couleurs (Éditions Pierre Noël P.N.5.810), Douze Pièces pour Piano, 1947 : 1) Vert Émeraude 2) Cadmium Orangé 3) Laque Violette 4) Blanc d'Azur 5) Terre de Sienne 6) Ocre Jaune 7) Pourpre Violette 8) Pervenche 9) Mauve 10) Carmin 11) Indigo 12) Arc-en-Ciel
- Musique du film Un chien et Madame de Marcel Martin, 1949
- Musique du film Au fil de la Charente de Marc Magnien, 1950
- Musique du film L'amour maternel chez les animaux de Jean Mineur, 1950
- Musique du film Dakar, escale atlantique de Jean-Jacques Méhu, 1951
- Musique du film Un amour de parapluie de Jean Laviron (avec Louis de Funès[9]), 1951
- Musique du film Dernières fumées  d'Albert Guyot, 1956
- Corinne, opéra en 3 actes et 4 tableaux, livret de Pierre Bessand-Massenet, création à Enghien en 1956
- Musique du film La guêpe maçonne d'André Stenner, 1958
- Musique du film Aventure à Alger de Jacques Chabannes, 1960
- Psaume 41 (Éditions Billaudot 1962) pour soprano, chœur mixte à 4 voix et orchestre, commandé par les Pères de l'Oratoire à l'occasion du tricentenaire de la mort de Pascal. Création à Saint Eustache à Paris sous la direction du R.P. Emile Martin.
- Concerto pour la Veillée Pascale : a) Bénédiction du Feu b) Bénédiction de l'Eau c) Lumen Christi, pour orgue, quintette de cuivres, timbales et chœur, créé par Jean Guillou à Saint Eustache à Paris sous la direction du R.P. Émile Martin, 1967
- Étude baroque : Grande Étude de Concert pour Piano (Éditions Chappell 1971, C.S.A. 6980), création à la télévision par Aldo Ciccolini
- Endymion, poème symphonique
- Spectacle rassurant pour voix et orchestre
- Le Poème d’Adonis, fragments symphoniques pour orchestre en 3 parties d'après La Fontaine: a) Vénus et Adonis b) Bacchanale c) Cortège funèbre (Éditions Billaudot). Enregistrement par l'Orchestre Philharmonique de l'ORTF dans les années 1970.
- Vision de la 4e églogue d'après Virgile, pour 19 instruments à cordes - 9 violons, 4 alti, 4 violoncelles et 2 contrebasses - (éditions Billaudot)
- Trois préludes pour piano (Éditions Rouart)
- Le Jour pour trois voix (éditions Salabert)
- La Nuit blanche pour chant et piano (Éditions Billaudot)
- Trois mélodies sur des poèmes de Ronsard (Éditions Billaudot)
- Aveu, Sincérité, Jeunesse sur des paroles de Chaumont (éditions Salabert)
- Nullina sur des paroles de Lodovici (éditions Salabert)
- Messe en français sur des Chorals de Jean-Sébastien Bach (Éditions Musicales du Levain), enregistrée par les demoiselles de la Légion d'honneur à Saint-Louis des Invalides sous la direction de Paul Paray avec Pierre Gazin à l'orgue. Disques Barclay (n°80593)

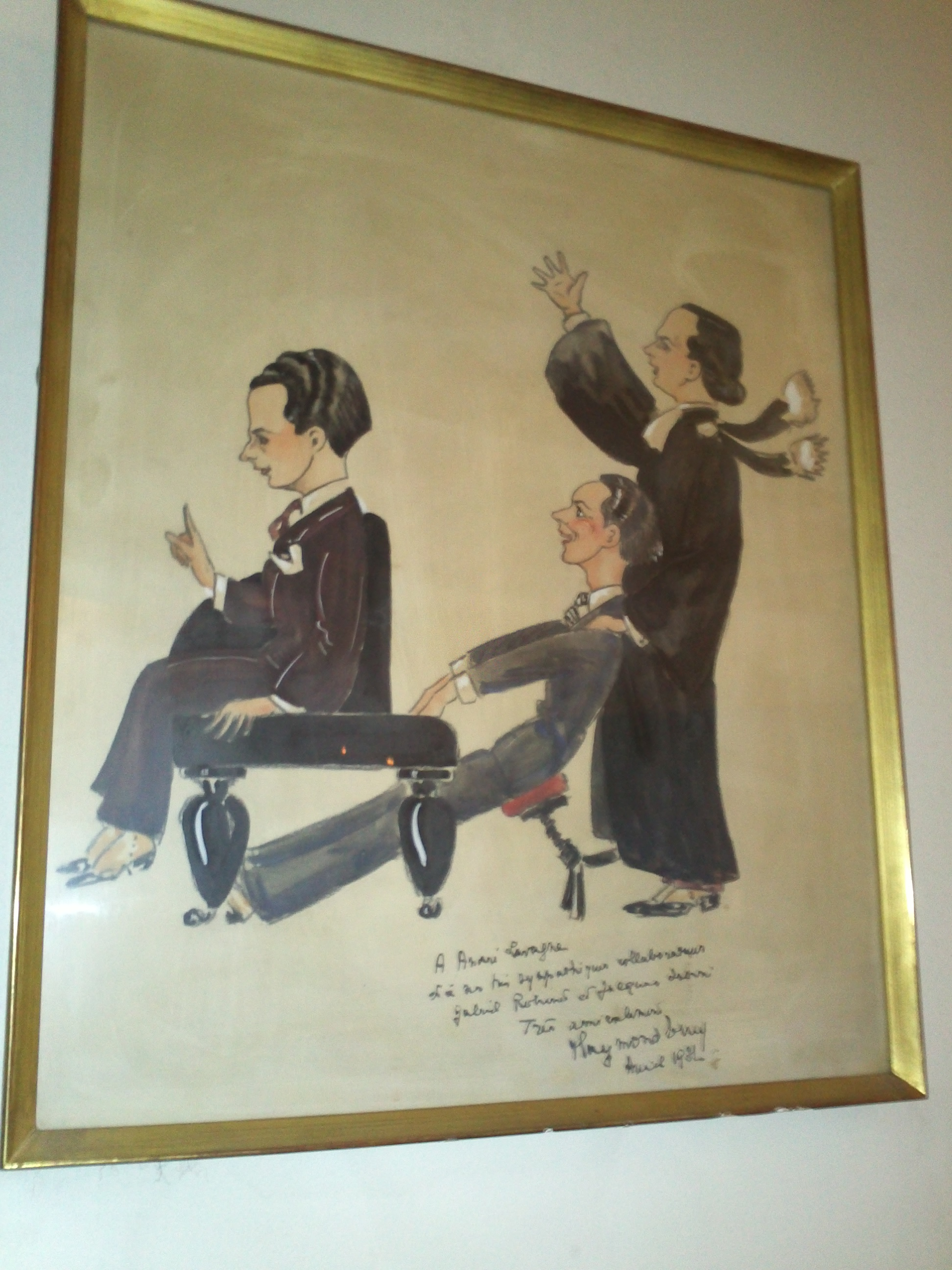
Caricature de Gabriel Robinet, André Lavagne et Jacques Isorni à l'occasion de la création de leur pièce commune : Sa Première Affaire.

## Écrits
- La Semaine du Mélomane (éditions La Palatine, Paris - Genève 1969, 253 p.), articles du Figaro publiés entre 1958 et 1968[10] (BNF 33072582)
- Chopin (éditions Hachette, 1969, 96 p. - Classiques Hachette de la Musique) (BNF 35303424)
- Chopin Traducción del Francés por Felipe Ximénez de Sandoval (Edición Espasa-Calpe S.A., Madrid (Depósito legal : M. 2.747-1978)  (ISBN 8423953165)
- Chabrier Un Musico Francés apasionado por España - Traducción del Francés por Juan J. Victorio (Edición Espasa-Calpe S.A., Madrid (Depósito legal : M.24.722-1980  (ISBN 842395336X)